# Granada
Granada – miasto w Nikaragui, położone na północno-zachodnim wybrzeżu jeziora Nikaragua, u stóp wulkanu Mombacho. Ośrodek administracyjny departamentu Granada. Ludność: 116 tys. mieszkańców (2005).
Miasto, jedno z najstarszych w kraju, zostało założone w 1523 przez hiszpańskiego konkwistadora Hernándeza de Córdoba. Przez pewien czas Granada pełniła funkcję stolicy na przemian z León. Granada była uznawana za stolicę przez ugrupowanie konserwatystów.
Granada stanowi ważny port nad jeziorem Nikaragua. Jest końcową stacją linii kolejowej łączącej obszar jeziora Nikaragua z obecną stolicą kraju Managuą i dawną stolicą Leon, oraz dalej z portami na wybrzeżu pacyficznym. W mieście rozwinął się przemysł meblarski, chemiczny, odzieżowy i spożywczy.

## Zabytki
- W mieście zachowały się liczne zabytki architektury kolonialnej.
- ufortyfikowany kościół San Francisco z XVI wieku
- kościół Guadelup
- kościół La Merced z przełomu XVII i XVIII wieku.
- Kościół Xalteva
- Plaza de la Independencia
- Colegio Centroamericano z XVII w., z którym obecnie znajduje się muzeum archeologiczne z cennymi zbiorami sztuki prekolumbijskiej
- stara stacja kolejowa

## Miasta partnerskie
- Badajoz, Hiszpania
- Coro, Wenezuela
- Tarrasa, Hiszpania
- Frankfurt nad Menem, Niemcy
- Dos Hermanas, Hiszpania